# ويلسون دبليو. وايت
ويلسون دبليو. وايت (بالإنجليزية: Wilson W. Wyatt) هو محامي وسياسي أمريكي، ولد في 21 نوفمبر 1905 في لويفيل في الولايات المتحدة، وتوفي بنفس المكان في 11 يونيو 1996. حزبياً، نشط في الحزب الديمقراطي. وقد انتخب List of mayors of Louisville, Kentucky ‏ وانتخب نائب حاكم كنتاكي ‏.